# Chapel Island (Newfoundland en Labrador)
Chapel Island ("Kapeleiland") is een eiland van ruim 45 km² dat deel uitmaakt van de Canadese provincie Newfoundland en Labrador. Het ligt in de Bay of Exploits voor de noordkust van Newfoundland.

## Ligging en bereikbaarheid
Chapel Island is het op een na grootste eiland in de Bay of Exploits, na New World Island. In het noordoosten ligt het eiland slechts 400 meter van de kust van Newfoundland, vlak bij het dorp Boyd's Cove. Op dat punt is de Reach Run Causeway aangelegd, een dijk die deel uitmaakt van Route 340 en beide eilanden met elkaar verbindt. Route 340 loopt van daaruit zo'n 7 km over het noordelijke deel van het eiland, waarop ze in het noordwesten (als L.R. Curtis Causeway) via enkele kleine eilandjes de oversteek maakt naar New World Island.

## Demografie
Het eiland kent geen enkel dorp of gehucht. Het telt slechts een vijftal woningen, die allemaal ver uit elkaar staan. De belangrijkste economische activiteit is een door de provincieoverheid uitgebate afvalverwerkingssite.